# Victorino Ramos Fernandes
Victorino Ramos Fernandes, detto Chocolate (Rio de Janeiro, 29 marzo 1896 – Rio de Janeiro, 2 marzo 1983), è stato un pallanuotista brasiliano.
È stato membro del Brasile che ha partecipato ai Giochi di Anversa 1920, classificandosi al quarto posto.